# Millettia stuhlmannii
Millettia stuhlmannii är en ärtväxtart som beskrevs av Paul Hermann Wilhelm Taubert. Millettia stuhlmannii ingår i släktet Millettia och familjen ärtväxter. Inga underarter finns listade i Catalogue of Life.

## Bildgalleri

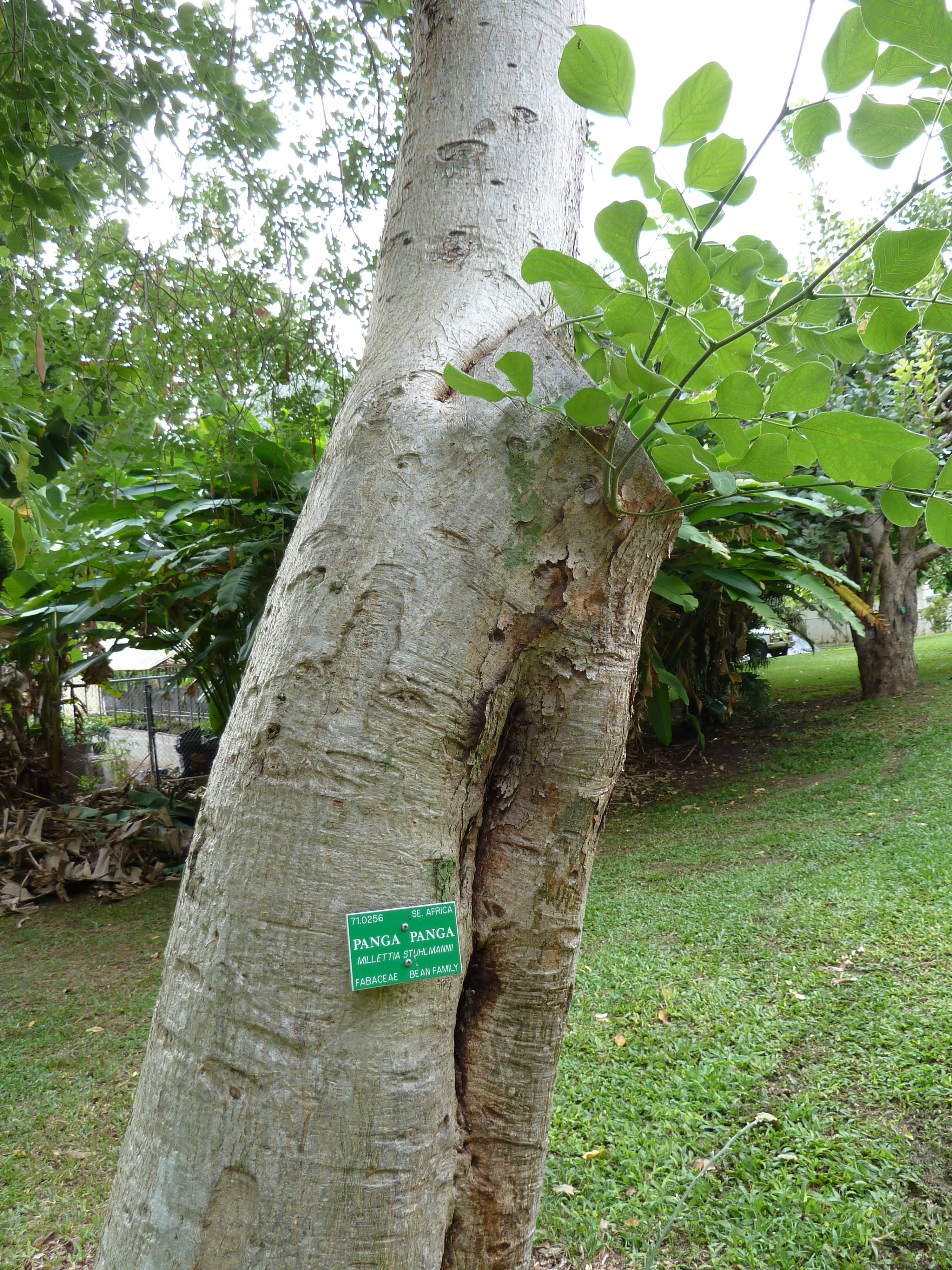
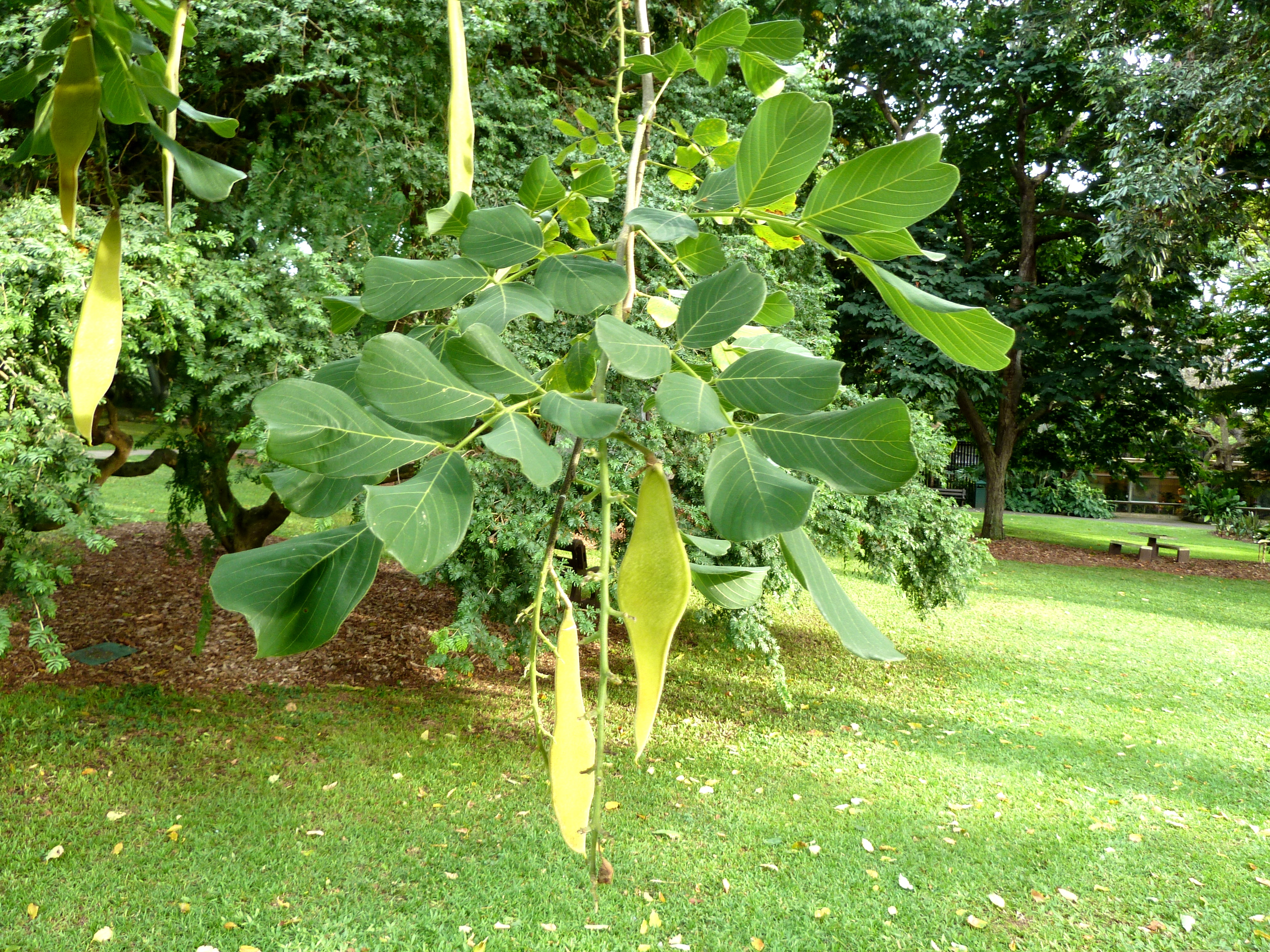